# Fleischerite
La fleischerite è un minerale appartenente al gruppo della fleischerite.